# Agathis macrostrobila
Agathis macrostrobila là một loài thực vật hạt trần trong họ Araucariaceae. Loài này được Merr. mô tả khoa học đầu tiên..